# Brcković Draga
Brcković Draga – wieś w Chorwacji, w żupanii karlowackiej, w gminie Generalski Stol. W 2011 roku liczyła 30 mieszkańców.